# Івешть (комуна, Галац)
Івешть, Івешті (рум. Ivești) — комуна у повіті Галац в Румунії. До складу комуни входять такі села (дані про населення за 2002 рік):
- Івешть (5045 осіб)
- Бучешть (4693 особи)

Комуна розташована на відстані 177 км на північний схід від Бухареста, 49 км на північний захід від Галаца, 148 км на схід від Брашова.

## Населення
За даними перепису населення 2002 року у комуні проживали 9738 осіб.
Національний склад населення комуни:
| Національність   | Кількість осіб | Відсоток |
| ---------------- | -------------- | -------- |
| румуни           | 8406           | 86,3%    |
| цигани           | 1327           | 13,6%    |
| угорці           | 2              | < 0,1%   |
| росіяни-липовани | 2              | < 0,1%   |

Рідною мовою назвали:
| Мова      | Кількість осіб | Відсоток |
| --------- | -------------- | -------- |
| румунська | 9042           | 92,9%    |
| циганська | 693            | 7,1%     |
| угорська  | 2              | < 0,1%   |

Склад населення комуни за віросповіданням:
| Релігія       | Кількість осіб | Відсоток |
| ------------- | -------------- | -------- |
| православні   | 9619           | 98,8%    |
| адвентисти    | 101            | 1,0%     |
| старообрядці  | 12             | 0,1%     |
| римо-католики | 2              | < 0,1%   |
| реформати     | 2              | < 0,1%   |

## Зовнішні посилання
- Дані про комуну Івешть на сайті Ghidul Primăriilor [Архівовано 8 жовтня 2012 у Wayback Machine.]